# Akira Takabe
Akira Takabe (高部 聖 Takabe Akira?, nacido el 9 de mayo de 1982 en Yamanashi) es un exfutbolista japonés. Jugaba de delantero y su último club fue el FC Mi-O Biwako Kusatsu de Japón.

## Trayectoria

### Clubes
| Club                   | País  | Año         |
| ---------------------- | ----- | ----------- |
| Tokyo Verdy            | Japón | 2003        |
| Rosso Kumamoto         | Japón | 2005 - 2006 |
| FC Mi-O Biwako Kusatsu | Japón | 2006        |